# Auður Ava Ólafsdóttir
Auður Ava Ólafsdóttir (* 1958 Reykjavík) je islandská spisovatelka.

## Život a dílo
Vystudovala kunsthistorii na francouzské Sorbonně. Literárně debutovala románem Upphækkuð jörð (1998); za svou druhou knihu Listopadoví motýli (Rigning í nóvember, 2004) obdržela Literární cenu Tómase Guðmundssona.
Ohlas vzbudil její román Výhonek osmilisté růže (Afleggjarinn, 2007), jenž byl přeložen do řady světových jazyků včetně češtiny. Kniha je komorním příběhem mladíka, který odchází na dalekou cestu do horského kláštera, aby se pokusil obnovit tamější zahradu a zasadit na ni výhonky osmilisté růže, zdědené po své matce. Autorka byla za tuto knihu nominována (kromě jiných cen) na Literární cenu Severské rady.
Později publikovala básnickou sbírku Sálmurinn um glimmer (2010) a román Undantekningin (2012). Pod vlivem svého dlouhého pobytu v různých katolických zemích se rozhodla konvertovat ke katolicismu. Kromě literární činnosti vyučuje historii umění na Islandské univerzitě.
Za román Nad propastí byla tma obdržela Literární cenu Severské rady za rok 2018.

## Tvorba (výběr)
- 1998 – Upphækkuð jörð – próza
- 2004 – Rigning í nóvember (česky: Listopadoví motýli, 2017) – próza
- 2007 – Afleggjarinn (česky: Výhonek osmilisté růže, Plus 2012) – román
- 2010 – Sálmurinn um glimmer – poezie
- 2012 – Undantekningin – próza
- 2016 – Ör (česky: Nad propastí byla tma, 2018) – próza
- 2018 – Ungfrú Ísland
- 2020 – Dýralíf (česky: Matka světla, 2021) – próza